# Podstolina Hanna Czepiersińska
Podstolina Hanna (Anna) Czepiersińska – postać literacka występująca w komedii Aleksandra Fredry pt. Zemsta. Trzykrotna wdowa w średnim wieku, z którą Cześnik Raptusiewicz zamierza ożenić się dla pieniędzy. Przed laty zakochana w Wacławie.

## Podstolina w filmie
W filmowej ekranizacji Zemsty z 2002 w reżyserii Andrzeja Wajdy w rolę Podstoliny wcieliła się Katarzyna Figura. Wcześniej, w wersji z 1956, w reżyserii Antoniego Bohdziewicza rolę tę zagrała Danuta Szaflarska. W teatralnej wersji telewizyjnej z 1972 w reżyserii Jan Świderskiego w rolę Podstoliny wcieliła się Emilia Krakowska. 